# 에이미 힐

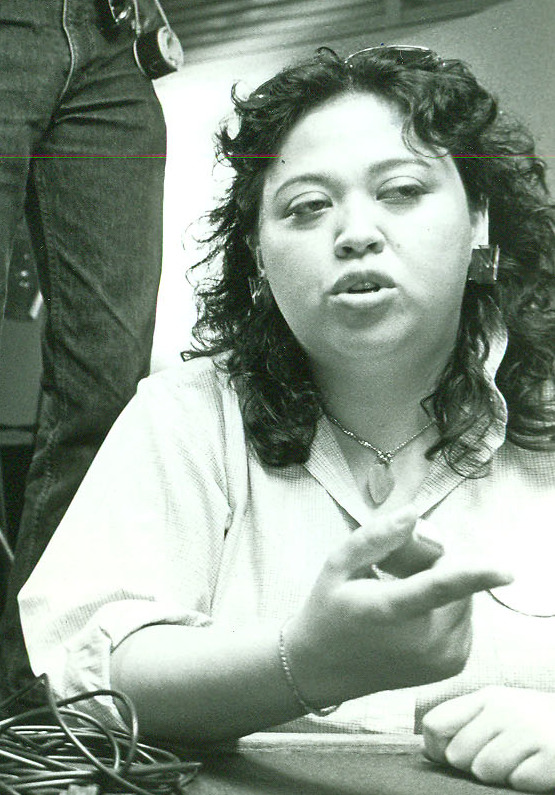

에이미 힐(Amy Hill, 1954년 5월 9일 ~ )는 미국의 배우, 텔레비전 배우, 성우, 영화배우이다.

## 방송
- 매그넘 PI 시즌2
- 언리얼 시즌2
- 언리얼

## 영화
- 레고 저스티스리그 : 고담시티 브레이크아웃 (2016년)
- 디 언비든 (2016년)
- 저스트 애드 매직 (2015년)
- 업로디드: 더 아시안 아메리칸 무브먼트 (2012년)
- 화이트 프로그 (2012년) - 닥터 킹 역
- 쿵푸 팬더: 기막힌 전설 (2010년)
- 큐어리어스 조지 2: 팔로우 댓 멍키! (2009년)
- 더 구드 패밀리 (2009년)
- 커플 테라피: 대화가 필요해 (2009년)
- 그레이 아나토미 시즌4 (2007년) - 조안 역
- 렛츠 고 투 프리슨 (2006년)
- 아메리칸 대드! (2005년)
- 덕 (2005년)
- 클로저 (2005년)
- 키즈 인 아메리카 (2005년) - 미시즈 영 역
- 허비 - 첫 시동을 걸다 (2005년)
- 첫 키스만 50번째 (2004년) - 수 역
- 댓츠 소 레이번 (2003년)
- 열두 명의 웬수들 (2003년)
- 더 캣 (2003년) - 콴 부인 역
- 빅 팻 라이어 (2002년)
- 릴로 & 스티치 (2002년) - 하사가와 부인 목소리 역
- 마이 와이프 앤 키즈 (2001년)
- 뉴 위민 (2001년) - 게이아 역
- 맥스 키블의 대반란 (2001년) - 랭군 부인 역
- 파빌리온 (2001년)
- 써스픽션 (2000년)
- 프라이데이 2 - 넥스트 프라이데이 (2000년)
- 킹 오브 더 힐 (1997년)
- 마지막 만찬 (1995년)
- 프렌즈 (1994년)
- 떠오르는 태양 (1993년)
- 전화로만 끝내 주세요 (1992년)
- 회로맨 (1990년)
- 드래곤 죽이기: 미국 TV와 영화에 나온 아시아 여성들 (1988년) - 본인 역
- 스크루지 (1988년) - 기술자 역
- 딤 섬 (1984년)